# Wookiee
Pour les articles homonymes, voir Wookie.
Vie extraterrestre de fiction apparaissant dans
Star Wars.
Le wookiee, est une espèce de l’univers de fiction Star Wars. Les plus célèbres wookiees sont Chewbacca, le partenaire de Han Solo, et Tarfful, le commandant wookiee pendant la bataille de Kashyyyk, la planète forestière dont les wookiees sont originaires.
On peut voir leurs talents guerriers à l'œuvre dans le troisième épisode de la saga, La Revanche des Sith.

## Description physique

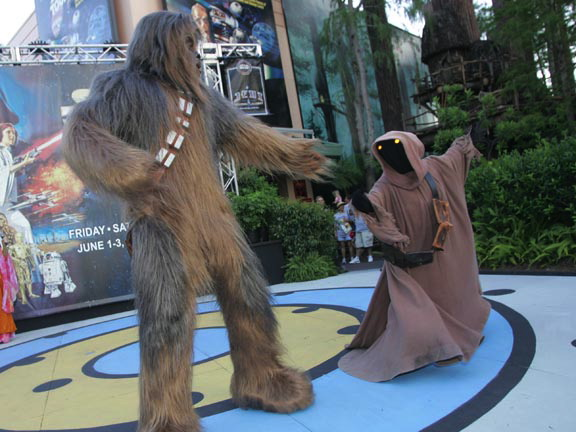
Chewbacca et Jawa.

Un wookiee est un être anthropomorphe couvert d'une épaisse fourrure. Son espérance de vie est d'environ 400 ans. En moyenne, les wookiees mâles ont une masse de 150 kg. Les wookiees femelles ont une masse inférieure, égale à 100 kg. Les wookiees sont, du fait de la structure particulière de leurs cordes vocales, incapables de parler le basic. Ainsi, ils grognent et rugissent pour communiquer, tout en comprenant d'autres langues qu'ils ne peuvent pratiquer. Les wookiees parlent trois langues : le shryriiwook, le thykarann et le xaczik.

## Mode de vie
Les wookiees vivent principalement à Kashyyyk, où ce sont les seuls êtres intelligents. Ainsi, cette planète forestière abrite une population de 45 millions de wookiees. Par ailleurs, Kashyyyk est dirigée par un conseil de wookiees. Les wookiees vivent dans des villes. La principale politiquement se nomme Rwookrrorro. La technopole wookiee est Thikkiiana, tandis qu'à Kachirho se retrouvent les cartographes de l'hyperespace wookiees, réputés dans la Galaxie. En parallèle de leur influence à l'envergure galactique, les wookiees rencontrent aussi des problèmes plus locaux. Les trandoshans, des lézards anthropomorphes du même système, sont souvent en guerre avec les wookiees.
Les wookiees sont des constructeurs particuliers. En effet, ils utilisent comme matériaux de fabrication, plus traditionnels que les matériaux conventionnels, du bois généralement, avec une part de métaux. Avec cette matière, ils associent la technologie avancée utilisée par exemple pour les blasters, ce qui leur permet de construire des armes comme le fusil à longue portée de Tarfful, qui coûte 2 000 crédits à la fabrication, ou l'arbalète de Chewbacca, équipée d'un système d'armement automatique.

## Histoire

### Univers officiel
Durant la guerre des clones, la CSI tente d'envahir la planète Kashyyyk. Le peuple wookiee s'unit pour repousser l'attaque. En secours à cette résistance, le Maître Jedi Yoda, assisté des troupes du commandant clone Gree équipées de matériel adapté à Kashyyyk, accompagne la lutte à Kashyyyk, ce qui facilite le coup d'État de Dark Sidious en parallèle,.
Sous l'Empire galactique, certains wookiees sont réduits à l'esclavage. Le wookiee Wullfwarro et son fils Kitwarr notamment sont envoyés travailler à Kessel, dans les mines d'épices. Dans le même temps, les lasats subissent un génocide de l'Empire galactique. Certains wookiees leur portent alors secours,.

### UniversLégendes
En 4 020 av. BY, alors que les wookiees ont développé un régime politique avancé et structuré en tribus, la corporation Czerka annexe Kashyyyk en ignorant les wookiees pendant plusieurs dizaines d'années, jusqu'à 3 956 av. BY. En effet, à cette date, les wookiees repoussent l'occupation de la corporation Czerka. Dès lors, le peuple wookiee s'intègre progressivement au reste de la société de la Galaxie. Au sein du Sénat de la République galactique, les wookiees obtiennent le droit de représenter tout leur secteur, le secteur Mytanaror.
Durant la guerre des clones, le wookiee Tarfful est enlevé et fait esclave par des trandoshans, l'espèce ennemie historiquement des wookiees. Des clones de l'armée de la République galactique le sauvent. Tarfful, qui dirige la ville wookiee Kachirho, s'engage alors à combattre pour préserver la liberté de son peuple, ce qu'il fait aux côtés des Jedi Yoda, Luminara Unduli et Quinlan Vos aux derniers instants de la guerre des clones, lorsque les wookiees sont attaqués par l'armée de la CSI.
L'organisation de navigateurs hyperspatiaux wookiees nommée guilde Claatuvac, après avoir compris que ses secrets sur les routes hyperspatiales étaient la cible des Séparatistes, doit surmonter un nouveau potentiel ennemi : l'Empire galactique, qui monte en puissance. Le dirigeant de la guilde Claatuvac, Gumbaeki, produit quelques copies des principales informations des archives de la Guilde, qu'il confie à une dizaine de wookiees fiables, dont Chewbacca.
Durant l'ère impériale, c'est-à-dire après l'Ordre 66, les wookiees, toujours fidèles à l'ordre Jedi, acceptent de cohabiter avec le Jedi survivant de l'Ordre 66 Kento Marek. Il vit avec son fils Galen Marek parmi le peuple wookiee, jusqu'à ce que Dark Vador tue le père et adopte en apprenti Sith le fils.
Dans le même temps, de nombreux wookiees sont réduits à l'esclavage par l'Empire galactique. Parmi eux se trouve Chewbacca. Celui-ci est vendu puis libéré par Han Solo, qu'il suit dès lors à travers la Galaxie. Les wookiees sont totalement libérés de l'esclavage en 5 ap. BY par la Nouvelle République, qu'ils soutiennent dès lors durablement.

## Concept et création

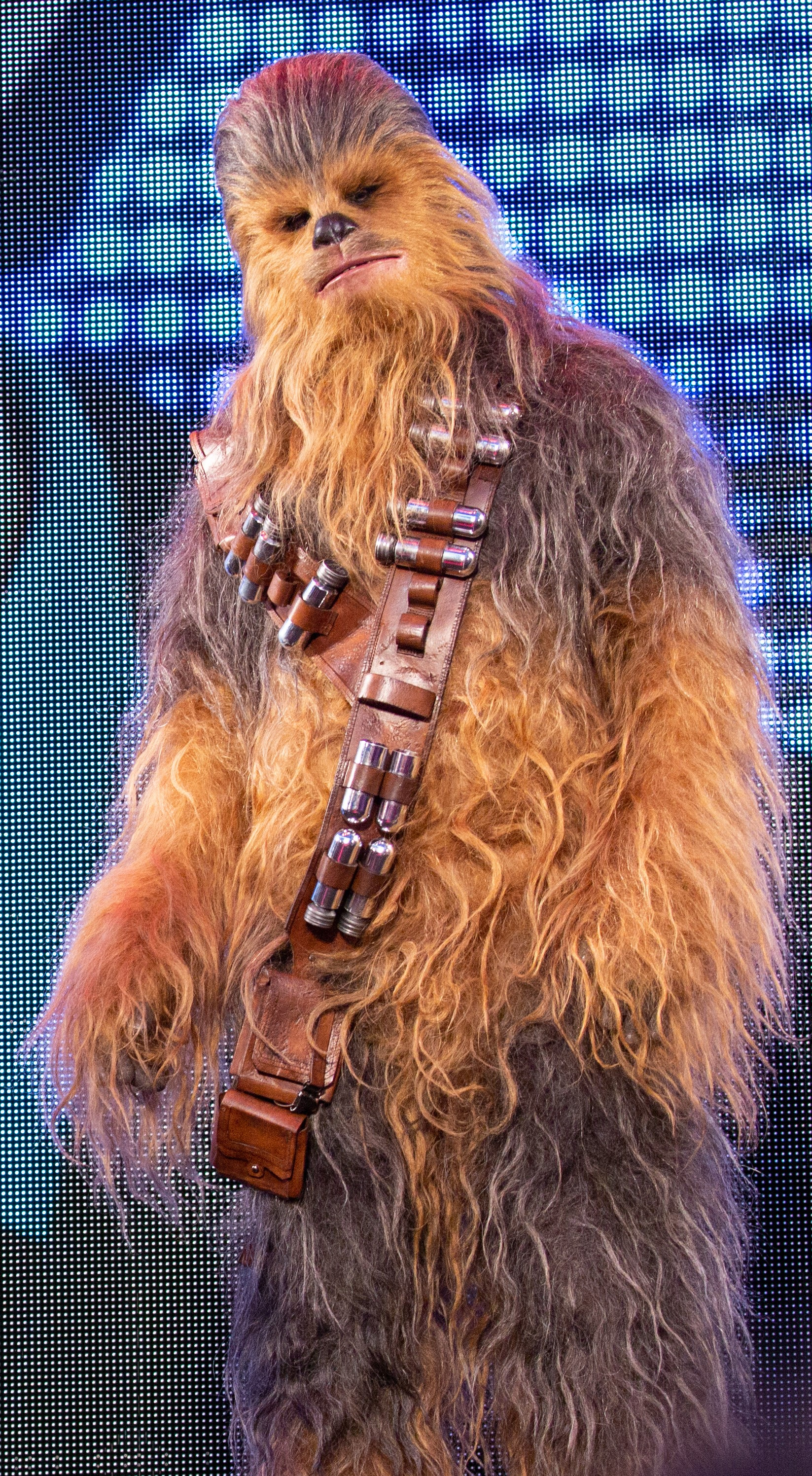
Image de Chewbacca, avec le masque de Stuart Freeborn

Les premières représentations de wookiee du dessinateur Ralph McQuarrie pour Un nouvel espoir s'éloignent fortement de la version finale. En effet, le wookiee possède alors de grandes oreilles et un nez particulièrement petit. Cependant, George Lucas modifie conséquemment ce design pour se rapprocher de l'idée originale. En effet, il souhaite s'inspirer de son chien, Indiana, pour créer l'espèce wookiee. Stuart Freeborn sculpte alors le masque pour mettre en scène le premier wookiee de la saga, Chewbacca.
En parallèle, le langage wookiee est d'abord inventé par Ben Burrt. Il conçoit ainsi des rugissements qui peuvent sembler provenir de la bouche d'un wookiee. Ceux-ci sont en réalité un mélange de divers cris d'animaux, comme les blaireaux, les lions, les phoques, les morses, les chiens et notamment les cris d'un ours en particulier appelé Pooh.

## Adaptations

### Jeux vidéo
Un wookiee est présent dans le jeu vidéo sur Nintendo Switch Star Wars: Hunters de 2022. Il se nomme Grozz. Sa présence dans le jeu est révélée en septembre 2021.

### Récipients
En 1977 et 1978, le sculpteur Jim Rumpf conçoit pour l'entreprise California Originals une « tasse à café wookiee », selon ce que George Lucas demande au commencement de la conception de produits dérivés pour Star Wars.

## Postérité
Le nom de l'espèce wookiee se retrouve dans celui d'une encyclopédie sur Star Wars en ligne, Wookieepedia. En effet, la formation de ce mot joue sur la ressemblance entre le nom « wookiee » et le début « Wikipédia », c'est-à-dire « wiki ».
Les premiers dessins de wookiee que produit Ralph McQuarrie pour George Lucas lors de l'imagination de designs pour Un nouvel espoir sont réutilisés ensuite pour concevoir le personnage de Zed Orrelios, pour Star Wars Rebels en 2014.
La première idée de produit dérivé que trouve George Lucas pour suivre la sortie d'Un nouvel espoir lui vient alors qu'il écrit le scénario de ce même film. Il pense alors à produire une « tasse à café wookiee ».